# Muzička škola "Vlado Milošević"

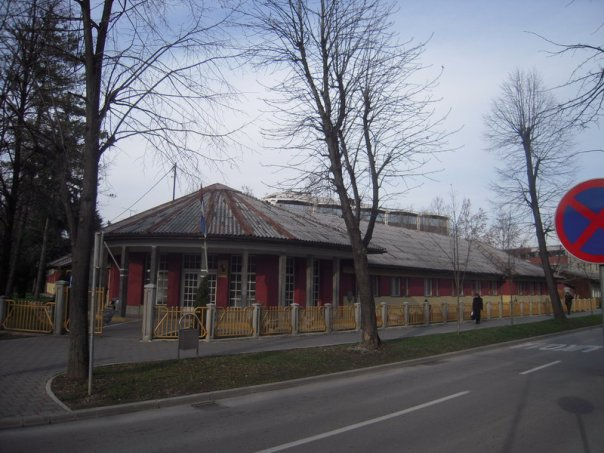
"Şcoala în Centru" cum e asta şcoala cunoscută pe şcolari

Muzička škola "Vlado Milošević" (română: Școala muzicală "Vlado Miloșevici", chirilic: Музичка школа "Владо Милошевић") ori Javna ustanova Muzička škola "Vlado Milošević" (română: Instituția publică școala muzicală "Vlado Miloșevici", chirilic: Јавна установа "Музичка школа Владо Милошевић") este o școala muzicală din Banja Luka, Bosnia și Herțegovina. Este situat pe cartierul Centru I. 

## Istorie
Prima idea pentru înființarea de școala a fost în timpul ocupației Austro-Ungariei, pe sfârșitul XIX secolului. Școala a înfundată de SPD "Jedinstvo" (Societatea sârbească cântaților "Unitate") pe 1934. La inițiativă președintului societatei, fost dirigentul societatei, Dušan Umićević (Dușan Umicevici) la parlamentul urgent societatei pe 1 iunie 1934 decizia despre inființarea de școala este luat "Decizie de deschidere de Școala muzicală" (Одлука о отварању Музичке школе)
Școala a avut mult de clase: Clasa de incepatori, Școala muzicală inferior și Școala muzicală medială care au avut trei ani de școala. Ore a fost solfegia, teoria elementară și harmonia. Mai târziu, că ore a fost și contrabas și violoncel. În școala putat să frecventa școlari regulari, neregulari și școlari care au fost în școala dupa periodul, așa-numitul "frekventanti". Fondatori de școala a fost Vlado Milošević (Vlado Miloșevici), dupa cine asta școala a primit nume, Draga Bukinac (Draga Buchinaț) profesoara de pian și Dragan Šajinović (Dragan Șainovici) care pe anul școlar 1935/36 a fost profesor de vioară. Directorul prim de școala a fost Vlado Milošević. El a fost profesor de vioara și profesor de solfegia. În vârful de școala el va fi aporximativ 10 ani cu voia să în școalari trezește dragoste către muzica dar și atitudine serios către arta muzicală general.

## De la Doilea Război Mondial pâna la astazi
Școala muzicala, doar, nu a făcut în timpul de Doilea Război Mondial. Fiecare oraș în Bosnia și Herțegovina pe 1945 a primit o școala muzicală. Școala în Banja Luka a restaruat pe 1946. Școala restaurată a avut:
- Secțiunea de inceput - a fost lunga un an

- Secțiunea inferioară - a fost lunga trei ani

- Secțiunea medială - a fost lunga trei ani că și secțiunea superioară

Școala inferioară a fost lunga 10 ani. Ore generale în anul școlar prim 1946/47 a fost: vioară, solo cântare, acordeon și chitară. 

## Școala medială
Școala muzicală medială este fondată în anul școlar 1956/1957 și este un momentul cel mai important pentru educație muzicală în Krajina bosniacă (Craina). Ore în școală nou-înființată a fost:
| Oră de expert                    | Profesor(i) |
| -------------------------------- | --- |
| Pian                             | Draginja Varićak (Draginea Variceac) Vida Milošević (Vida Miloșevici)                                            |
| Vioară                           | Dragan Šajinović (Dragan Șainovici) Ferdinand Mikolčević (Ferdinand Micolcevici) Karlo Fajnster (Carlo Fainster) |
| Violoncel                        | Sveto Radetić (Sveto Radetici)                                                                                   |
| Flaut                            | Petar Čukman (Petar Ciucman)                                                                                     |
| Solo cântare                     | Julija Pejnović (Iulia Peinovici)                                                                                |
| Teorie, armonie, solfegia și cor | Rene (Renata) Keler (Rene (Renata) Cheler)                                                                       |

Ore generale a fost limba sârbocroată, istorie, limbi străini (germană, rusă, franceză) și sport.
În 1956 școala a schimbat nume în "Muzička škola u Banjoj Luci" (română: Școala muzicală în Banja Luka (Banea Luka) ) Sub nume acest, școală a făcut că doi școli muzicale: Școala inferioară și Școala medială. De atunci pâna la astăzi, școala inferioară este lungă șase ani iar școala medială este lungă patru ani. 

## Cutremur din 1969
Cutremur din octombrie 1969 a lovit școala muzicală care a fost în Dom kulture (Casa de cultură) în Banja Luka. 10000 școlari și profesori au venit în Tuzla. Pe 22 aprilie 1970, școala a revenit în Banja Luka și următorul an va fi în doi școli elementare în Banja Luka, O.Š. "Jovan Jovanović Zmaj" (ȘE "Iovan Iovanovici Zmai) și O.Š. "Vuk Karadžić" (atunci O.Š. "Mirko Višnjić" (ȘE "Mirco Vișniici)), în care un part de școala este activ și azi. 

## Școala a primit obiectul
De cutremur din 1969 și emigrare din Casa de cultură, școala a fost în trei obiecte. GP "Krajina" (Companie de construcții "Craina") a cedat o clădire în Centru pe Școala muzicală. În anul școlar 2006/2007, școala primit înca o obiect care este part de ȘE "Vuk Karadžić" în Borik. În aceste două obiecte, școala face și astăzi.

## Școala de Război de patria și aparare 1992-1995 pâna la astăzi
Pe 23 februarie 1990, Școala muzicală ultimul timp schimbă nume în nume de astăzi, Muzička škola "Vlado Milošević", 18 zii în urmă de deces lui Vlado Milošević. Astăzi, școala are aproximativ 700 școlari în Școala muzicală inferioară ori Școală muzicală elementară în secțiune: pian, instrumente cu coarde, instrumente de suflat, chitară, acordeon și tamburica (tamburița) și mai mult de 100 școlari în Școala medială în doi profile: interpret muzical și colaborator muzical. 

## Instrumente
Instrumente în Școala muzicală sunt: acordeon, vioară, viol, violoncel, flaut, oboi, clarinet, saxofon, trompetă și corn francez.

## Concursuri și concerte
Școlari are activitate de concerte mare. În școala are patru concerte după un an școlar care se numește "interni čas", pl."interni časovi" (în traducere libert "ore interne"). În Banski dvor, școlari are patru concerte după un an care se numește "koncert učenika", pl."koncerti učenika" (concerte de școlari) (în primărie de Banski dvor) și doi concerte în sala de concerte de Banski dvor care se numește "polugodišnji koncert" (concert semestarial) și "godišnji koncert" (concert anul). 
ȘM "Vlado Milošević" este organizator de Concursul republic de școli muzicale Republicii Srpska.